# Ctenus colombianus
Ctenus colombianus là một loài nhện trong họ Ctenidae.
Loài này thuộc chi Ctenus. Ctenus colombianus được Cândido Firmino de Mello-Leitão miêu tả năm 1941.
1. ↑  Platnick, Norman I. (2010): The world spider catalog, version 10.5. American Museum of Natural History.

biologie|2011|10|21}}